# Eupatorium sessilifolium
Eupatorium sessilifolium е вид растение от семейство Сложноцветни (Asteraceae). Видът е незастрашен от изчезване.

## Разпространение
Eupatorium sessilifolium е разпространен в източната и централната част на Съединените щати, от Мейн на юг до Северна Каролина и Алабама, и на запад до Арканзас, Канзас и Минесота.